# Saraswatichandra
Saraswatichandra (सरस्वतीचन्द्र), también conocida en español como Saras y Kumud: Almas gemelas o Mirada de amor, es una telenovela india transmitida por Star Plus desde el 25 de febrero de 2013, hasta el 20 de septiembre de 2014. Fue producida por Sanjay Leela Bhansali, y escrita por Ved Raj y Abhijit Sinha, basándose en la novela homónima de Govardhanram Tripathi, que en esta ocasión fue representada y protagonizada por Gautam Rode y Jennifer Winget.

## Sinopsis
Saraswatichandra Vyas (Gautam Rode), también conocido como Saras, es un joven aristócrata y culto, cuya madre Saraswati (Maleeka R Ghai) se suicidó cuando era niño, por ende su padre Laxminandan Vyas (Chetan Pandit), decidió entonces casarse con Ghuman, una mujer malvada y egoísta que le dio un hijo, Danny (Varun Kapoor), un muchacho bondadoso y desinteresado. Tiempo después Laxmin decide organizar la boda de Saras con Kumud Desai (Jennifer Winget), la hija bien educada de su mejor amigo, Vidyachatur Desai (Yatin Karyekar), sin embargo, Saras que está angustiado por la muerte de su madre, se niega a casarse y escribe una carta a Kumud para informarla de lo sucedido. Ella que había aceptado la propuesta de matrimonio se entera de su rechazo y decide no intervenir más, no obstante, Saras decide irse de Dubái y llega a Ratnagiri, el pueblo de Kumud, donde se arrepiente de su decisión inicial.
Con el paso del tiempo, Saras comienza a llevarse bien con la familia de Kumud y se adapta fácilmente a sus costumbres. Él finalmente se enamora de Kumud y continua un romance de corta duración, pero tras su regreso a Dubái, Saras encuentra una carta escrita por su madre que Gumaan había escondido secretamente en sus cosas, revelándole que la razón de su suicidio fue porque se enteró de que Laxminandan y Gumaan estaban teniendo un asunto. Esto destroza a Saras, que rechaza a su padre y abandona su casa. Entonces decide no casarse con Kumud porque cree que puesto que ya no es el hijo de un hombre rico, no podrá sostenerla y por lo tanto no es digno de ser su marido. Para salvar la reputación de su familia, Kumud con el corazón destrozado acepta casarse con Pramad Dharmadhikari (Anshul Trivedi), el hijo de una familia política, pero después de la boda, Kumud descubre que Pramad es un alcohólico que se vio obligado a casarse con ella y aunque ella sufre maltratos por parte de su marido, decide quedarse con él y convertirlo en una mejor persona.
Kumud no sabe que Saras se había dado cuenta de su error, y al querer detener su boda con Pramad, unos matones lo golpean dejándolo inconsciente. Alak (Vahbbiz Dorabjee), la hermana de Pramad encuentra a Saras y lo lleva a su casa —que es también la casa de Kumud—. Él se recupera y al encontrar a Kumud allí, aprende sobre el dolor que Pramad ha estado infligiendo en ella, cambiando su nombre a Navinchandra y prometiéndose hacer cambiar a su esposo, con el fin de hacer feliz a Kumud, entonces Buddhi Dhan Dharmadhikari (Sai Ballal), que desprecia el estilo de vida deplorable de su hijo Pramad, nombra a Navin (Saras) como su secretario. Esto hace que Pramad esté celoso de Saras porque piensa que su padre lo estima más que a él. Por otro lado Kumud al enterarse de por qué Saras se había negado a casarse con ella, lo perdona y le pide que abandone su casa, para que no continúe observando las constantes humillaciones que recibe de Pramad, pero el le promete que no saldrá de su vida hasta que su relación con Pramad se mejore.
El matrimonio empeora y Kumud finalmente se separa de su marido, después de que él intenta matarla, casándose con Saras. Pramad es enviado a la cárcel por sus acciones, pero la vida de Saras da un vuelco ya que su hermano menor Kabir (Ashish Kapoor), que se suponía muerto, todavía está vivo y está trabajando con Gumaan, juntos para destruir a la familia Vyas/Desai. Pero Danny, el hijo de Gumaan y hermanastro de Saras y Kabir, descubre la verdad y la rechazan como su madre. Ella es arrestada y Kabir felizmente comienza a adaptarse a la familia Vyas/Desai y se reconcilia con su padre. Posteriormente llega Anushka (Srishty Rode), una chica de Bombay que se enamora de Kabir, hasta finalmente casarse, y Saras y Kabir conocen a su madre, a quien supusieron muerta muchos años antes, además nace el primer hijo entre Saras y Kumud a quien nombran juntos como Sanskriti Saraswatichandra Vyas.

## Reparto

### Personajes principales
- Gautam Rode como Saras Watichandra Vyas/ Navinchandra.[3]
- Jennifer Winget como Kumud Sundari Saraswatichandra Vyas.[4]
- Varun Kapoor como Danny Laxminandan Vyas.[5]
- Shiny Doshi como Kusum Danny Vyas.
- Ashish Kapoor como Kabir Laxminandan Vyas.
- Srishty Rode como Anushka Kabir Vyas.

### Personajes secundarios
- Anshul Trivedi como Pramad Dhan Dharmadhikari.
- Chetan Pandit como Laxminandan Vyas.
- Monica Bedi como Guman Laxminandan Vyas.
- Yatin Karyekar/Alí Raza Namdaar como Vidyachatur Desai.
- Alpana Buch como Guniyal Desai.
- Ragini Shah como Dugba.
- Vinita Joshi como Kumari.
- Mehul Kajaria como Gyanchatur Desai.
- Mansi Jain como Chandrika Desai.
- Surya Kanth/Winy Tripathi como Yash Desai.
- Soni Singh como Kalika Desai.
- Sonia Shah como Menaka.
- Sai Ballal como Buddhi Dhan Dharmadhikari.
- Pratichee Mishra como Saubhagyavati Devi Dharmadhikari.
- Vahbbiz Dorabjee como Alak Kishori.
- Vijay Dadlani como Indresh.
- Maleeka Rghai como Saraswati Laxminandan Vyas.
- Rahul Ram como Prashant.
- Mithil Jain como Umesh Solanki.
- Shahrukh Sadri como Murakh Das.
- Smita Shetty como Sunder Baa.

## Emisión internacional
- Albania: TV Klan (2016).
- Argentina: El trece (2016-2017).
- Bulgaria: BTV y BTV Lady (2015).
- Chile: TVN (2016-2017).[2]
- Costa Rica: Teletica (2018).
- Ecuador: Oromar Televisión (2017).
- Eslovaquia: TV Doma (2016).
- Estados Unidos: Pasiones (2018).
- Emiratos Árabes Unidos: MBC Bollywood (2015).
- Etiopía: Kana TV (2016).
- Indonesia: Trans 7 y ANTV (2015).
- México: Imagen Televisión (2018).
- Panamá: TVN. (2016)
- Perú: Panamericana. (2017)
- Sri Lanka: TV One (2016) y Sirasa TV (2017).
- Sudáfrica: Glow TV (2016).
- Vietnam: TodayTV (2016).
- Paraguay: Paravision (2023)
- Nicaragua: Canal 2 (2023)
- República Dominicana: Teleantillas (2023)